# Rembekrachtiging
Rembekrachtiging is een systeem in een voertuig dat de kracht die nodig is om de remmen te bedienen aanzienlijk vermindert.

## Werking
Er zijn meerdere technieken die gebruikt worden om de bekrachtiging te realiseren:

### Vacuümbekrachtiging
Vacuümbekrachtiging is veruit het meest gebruikte systeem in personenauto's en lichte vrachtauto's. Het vacuüm wordt verzorgd door het vacuüm in het inlaatspruitstuk bij benzinemotoren of een aparte vacuümpomp bij diesels.

### Luchtbekrachtiging
zie ook: EG-Volluchtremsysteem
Meestal toegepast bij vrachtauto's en treinen. Op de motor is hiertoe een compressor gemonteerd die de lucht comprimeert in luchttanks. De opgebouwde voorraad lucht wordt via een regelklep die bediend wordt door het rempedaal naar de zg. "boosters" bij de wielen geleid die, op hun beurt de remmen bedienen. Dit is een failsafe systeem: bij wegvallen van de luchtdruk door b.v. een defecte compressor of lekkage in de luchtleidingen, dan treden de remmen in werking.

### Hydraulische bekrachtiging
In personenauto's wordt dit vrijwel niet gebruikt, echter het ABS systeem van o.a. de Ford Scorpio (1985 tot 1992) en de Ford Sierra (1987-1992) gebruiken dit systeem wel. Diverse Audi's maken ook gebruik van dit systeem. Toyota gebruikt o.a. in zijn hybride voertuigen nog steeds een hydraulische rembekrachtiger. De drukaccumulator behoort druk te leveren om 20x te kunnen remmen met voldoende vertraging als de motor niet draait (testprocedure). Citroën staat bekend om zijn unieke vering maar heeft in dit systeem ook het remsysteem geïntegreerd.
Voor alle systemen geldt dat het blijft werken voor enkele malen nadat de motor is afgezet.